# Teledyne Oldham Simtronics
Pour les articles homonymes, voir Oldham (homonymie).
Teledyne Oldham Simtronics abrégé communément sous son nom natif Oldham, dont le siège est à Arras (Pas-de-Calais), est une société industrielle spécialiste de la détection de gaz et de flammes.

## Origines

### Oldham Royaume-Uni

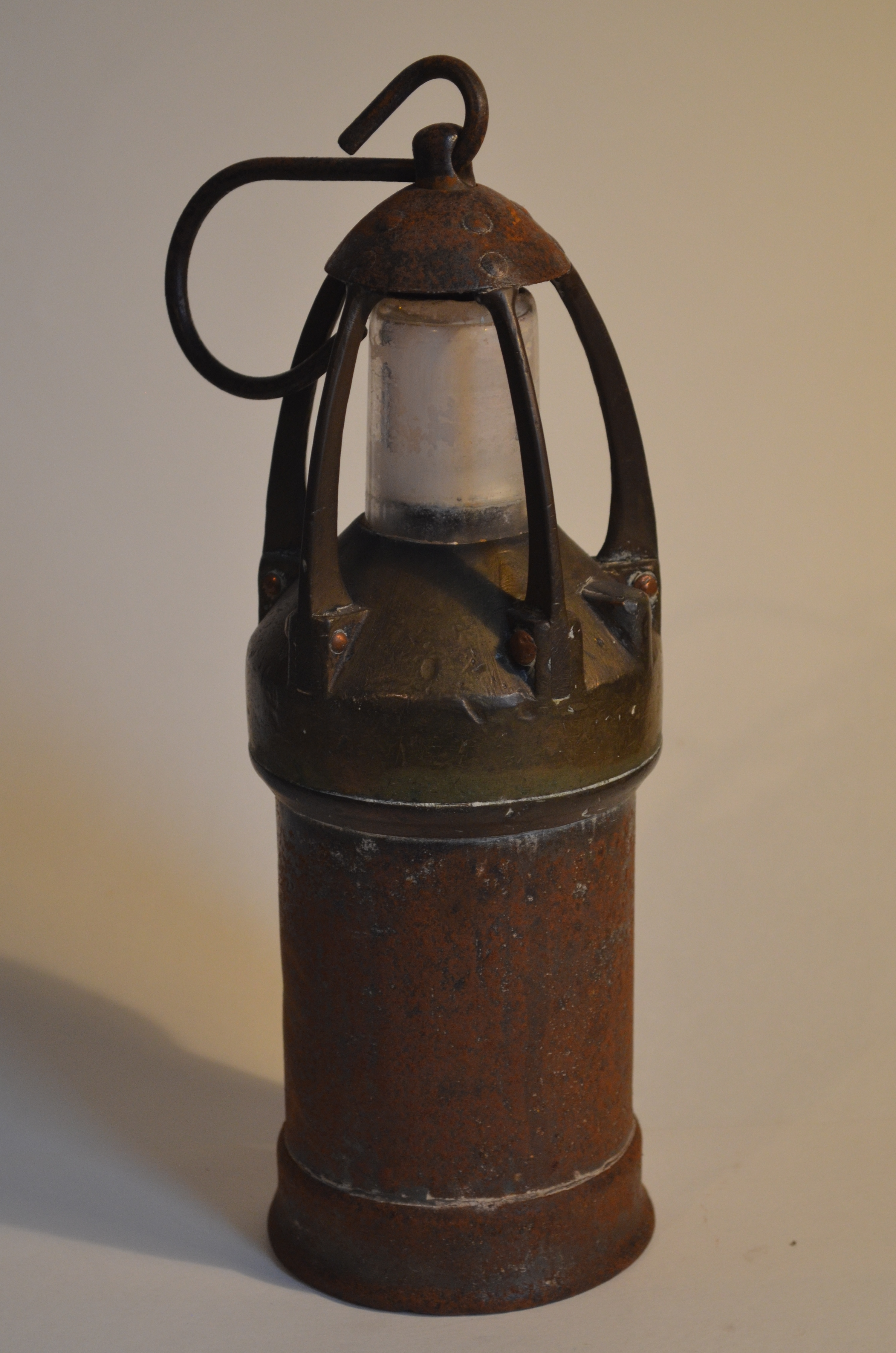
Lampe électrique « ogivale » par la Compagnie Auxiliaire des Mines.

Le groupe britannique Oldham est fondé au Royaume-Uni par Joseph Oldham en 1840. Parallèlement, les premières lampes au plomb pour mineurs sont fabriquées par la Compagnie auxiliaire des mines (CAM), société d'origine belge, spécialiste de l'éclairage minier dès 1922, dont l'usine rue du Polygone à Douai (Nord) assure la production de 1923 à 1959.

### Oldham France
En 1949, Edgar Oldham, descendant du fondateur et président d'Oldham & Son Ltd installée près de Manchester, crée à Arras la Société française des procédés Oldham (SFPO). Oldham absorbe la Compagnie auxiliaire des mines de Douai (CAM) en 1956. La nouvelle entité, baptisée Société française des procédés Oldham et de la Compagnie auxiliaire des mines, est présidée en France par l'industriel Pierre Bourgeois de 1960 à 1972. L'entreprise, fabricant connu de batteries et d'accumulateurs pour la mine, possède une usine à Merlebach en Moselle. Les premiers explosimètres sont produits. De 1965 à 1974, Oldham équipe toutes les mines de systèmes de détection à distance de grisou et recentre ses activités sur la détection de gaz.

## Rachats successifs

### Carlton
Le groupe financier anglais Carlton acquiert la Société française des procédés Oldham en 1971. L'ensemble des activités d'Oldham est regroupé à Arras en 1973. En 1977, la société change de nom pour s'appeler Oldham France S.A.

### Hawker-Siddeley
En 1981, le groupe britannique Hawker-Siddeley, spécialisé dans la fabrication de batteries, rachète Oldham et développe l'activité en créant la filiale Oldham Belgium à Bruxelles (1981) la filiale Hawker Italia à Milan (1983) et prend des participations dans des entreprises en Espagne (1985) et au Canada (1986). 

### British Tyre Rubber
Le groupe Hawker-Siddeley est racheté à son tour par le britannique BTR (British Tyre Rubber) en 1991. La division Hawker Batteries se porte acquéreur de Varta Industries l'année 1995. En 1997, les chargeurs haute fréquence pour le groupe sont centralisés chez Oldham France. L'unité de production intègre les locaux de VHB (Varta Hawker Batteries). Les groupes British Tyre Rubber et Siebe fusionnent en 1999 sous le nom commun de Invensys. Hawker, décidant que toutes les sociétés composant le groupe aient la même raison sociale, Chloride (CBI) VHB France et Oldham France fusionnent sous la marque Hawker S.A. en 2000.

### 3i
Fin décembre 2000, la société d'investissement anglaise 3i, associée à l'équipe dirigeante de la branche Détection de Gaz reprend cette activité et devient une entité séparée sous le nom de Oldham S.A.

### Industrial Scientific Corporation
2006 : Oldham S.A.S. France, dirigé par Tom Cunningham à partir de 2009, est la propriété du groupe Industrial Scientific. Ce groupe industriel américain fondé en 1976 par Kenton E. MacElhattan (qui en est le président du conseil d'administration) est dirigé par son fils et cofondateur, Kent MacElhattan. Situé à Pittsburgh (Pennsylvanie) aux États-Unis, il est le leader mondial de la détection de gaz. Avec plus de 850 employés travaillant dans 20 pays, Industrial Scientific est présent à Pittsburgh (États-Unis) Arras (pour le siège français) Dortmund (Allemagne) et Shanghai (Chine). La société fournit des services techniques aux clients des centres de service locaux dans le monde entier et dispose de bureaux dans les pays suivants : Australie, Bahreïn, Brésil, Canada, République tchèque, Inde, Indonésie, Italie, Mexique, Pays-Bas, Pologne, Qatar, Arabie saoudite, Singapour, Émirats arabes unis et Royaume-Uni. Créée en 2001 et précédemment nommée DBO2, la société Predictive Solutions Corporation, domiciliée à Oakdale (Californie) est également propriété d'Industrial Scientific depuis janvier 2008. Dirigée par Griffin Schultz depuis 2009, elle est spécialisée dans la prévention des risques humains sur sites dangereux.
2011 : Avec 300 employés et des sites de production en France, Allemagne, Chine et aux États-Unis, Oldham S.A.S. qui poursuit son développement à l'international, est le leader mondial en fourniture de systèmes de détection de gaz.

### Industrial Safety Technologies
2013 : Le 1er novembre, la société Industrial Safety Technologies (IST), détenue par la société d'investissement Battery Ventures, a conclu l'acquisition de la société de détection de gaz fixe Oldham auprès d'Industrial Scientific Corporation. Oldham offre une gamme complète de détecteurs fixes de gaz et de centrales de mesure et constitue la cinquième acquisition d'IST depuis sa création en 2011. La vente englobe les activités du siège social d'Oldham à Arras, en France, ainsi que les services de ventes et d'assistance technique pour systèmes fixes en Chine, en Allemagne, en Inde et aux États-Unis.

### 3M
En 2017, le groupe 3M dirigé en France par Stéphanie Barreau rachète Oldham. L'entreprise devient une filiale de 3M Gas & Flame Détection, branche détection de gaz du groupe 3M. Depuis janvier 2019, Oldham poursuit son activité sous le nom de Oldham Simtronics, à la suite d'un jeu de fusion entre établissements du groupe 3M. Le siège de la nouvelle entité est maintenu sur le site industriel historique d'Arras.

### Teledyne Technologies
Le 1er août 2019, le groupe Teledyne Technologies a annoncé avoir finalisé l’acquisition prévue de l’activité gaz et flamme de 3M pour 230 millions de dollars comptant. Cette entité se compose d’Oldham Simtronics, de Gas Measurement Instruments (GMI), de Detcon et de certaines activités de Scott Safety. L'entreprise devient une filiale de Teledyne Gas and Flame Detection, branche détection de gaz et de flammes du groupe Teledyne Technologies.

## Publication
- 1949-1999, Oldham raconte 50 ans de son histoire, plaquette éditée par le service communication Oldham, Imprimerie Gaillard, Arras, janvier 2000.